# Stazione di Ørestad
La stazione di Ørestad (in danese Ørestad Station, è una stazione ferroviaria di Copenaghen, capitale della Danimarca. La stazione è gestita da Danske Statsbaner. Si trova sotto la stazione di Ørestad (metropolitana di Copenaghen).

## Servizi
La stazione dirama il servizio regionale verso la stazione di Høje Taastrup e quello transfrontaliero verso la stazione di Copenaghen Centrale attraverso quella di Dybbølsbro, che però viene saltata. Dall’altro lato per tutti i treni c’è la stazione di Tårnby.